# دانشگاه فناوری آیندهوون
دانشگاه فناوری آیندهوون (به هلندی: Technische Universiteit Eindhoven) (به انگلیسی: Eindhoven University of Technology) (به‌اختصار TU/e) در شهر آیندهوون واقع شده‌است یکی از دانشگاه‌های معتبر فنی هلند است که دارای رتبه کلی ۹۹ جهانی در رتبه بندی QS در سال 2019 است.

## دانشگاه‌های همکار
- دانشگاه ملی سنگاپور, سنگاپور
- دانشگاه زیجیانگ, چین
- دانشگاه جئوتونگ شانگهای, چین
- دانشگاه فودان, چین
- پنشگاه شمال شرق (چین), چین
- موسسه بین‌المللی تکنولوژی و اطلاعات (بنگلور), هند
- موسسه بین‌المللی تکنولوژی و اطلاعات (حیدرآباد), هند
- Manipal Academy of Higher Education, چین
- موسسه فناوری جورجیا, آمریکا
- دانشگاه نورث‌وسترن, آمریکا
- دانشگاه آرام‌آی‌تی, استرالیا
- دانشگاه خاورمیانه, ترکیه
- دانشگاه کی یو لون, بلژیک

### رشته‌های تحصیلی
| Department                           | Study association              | Alumni association   |
| ------------------------------------ | ------------------------------ | -------------------- |
| مهندسی پزشکی                         | Protagoras                     | Willem Einthoven     |
| Architecture, Building and Planning  | Cheops                         | VEBI                 |
| مهندسی برق                           | Thor                           | EDUNA                |
| طراحی صنعتی                          | Lucid                          | Not yet incorporated |
| مهندسی شیمی and شیمی                 | T.S.V. 'Jan Pieter Minckelers' | VSI                  |
| مهندسی صنایع and Innovation Sciences | Intermate/Industria            | VBI/ITEM             |
| فیزیک کاربردی                        | SVTN "J.D. van der Waals"      | VENI                 |
| مهندسی مکانیک                        | W.S.V. Simon Stevin            | WIE/ASE/Schoone Leij |
| ریاضیات و علوم رایانه                | Studievereniging W&I GEWIS     | WIRE/VIE             |